# Andliga folksånger
Andliga folksånger utkom 1971 och är ett musikalbum med den kristna sångaren Artur Erikson.

## Låtlista

### Sida 1
1. O hur saligt att få vandra
2. Fader Vår
3. Lita på din Gud
4. Var stund jag dig behöver
5. Vitare än snö
6. Bliv kvar hos mig

### Sida 2
1. Min Gud när jag betänker
2. Ack varföre sörja
3. Vandra in i himlen
4. Led mig
5. Himmel för mig
6. O vad sällhet det skall bliva